# Раян Г'юз
Раян Г'юз (англ. Ryan Hughes, нар. 17 січня 1972, Монреаль) — канадський хокеїст, що грав на позиції центрального нападника.

## Ігрова кар'єра
Професійну хокейну кар'єру розпочав 1993 року.
1990 року був обраний на драфті НХЛ під 22-м загальним номером командою «Квебек Нордікс».
Протягом професійної клубної ігрової кар'єри, що тривала 5 років, захищав кольори команд «Бостон Брюїнс», «Корнволл Ейсес», «Провіденс Брюїнс», «Атланта Найтс», «Чикаго Вулвс».
У складі молодіжної збірної Канади учасник чемпіонату світу 1992.

## Статистика
| Сезон        | Клуб               | Ліга         | Регулярний сезон | Регулярний сезон | Регулярний сезон | Регулярний сезон | Регулярний сезон | Плей-оф | Плей-оф | Плей-оф | Плей-оф | Плей-оф |
| Сезон        | Клуб               | Ліга         | І                | Г                | П                | О                | ШХ               | І       | Г       | П       | О       | ШХ      |
| ------------ | ------------------ | ------------ | ---------------- | ---------------- | ---------------- | ---------------- | ---------------- | ------- | ------- | ------- | ------- | ------- |
| 1993—1994    | «Корнволл Ейсес»   | АХЛ          | 54               | 17               | 12               | 29               | 24               | 13      | 2       | 4       | 6       | 6       |
| 1994—1995    | «Корнволл Ейсес»   | АХЛ          | 72               | 15               | 24               | 39               | 48               | 14      | 0       | 7       | 7       | 10      |
| 1995—1996    | «Провіденс Брюїнс» | АХЛ          | 78               | 22               | 52               | 74               | 89               | 4       | 1       | 2       | 3       | 20      |
| 1995—1996    | «Бостон Брюїнс»    | НХЛ          | 3                | 0                | 0                | 0                | 0                | -       | -       | -       | -       | -       |
| 1996—1997    | «Чикаго Вулвс»     | ІХЛ          | 14               | 2                | 6                | 8                | 12               | -       | -       | -       | -       | -       |
| 1996—1997    | «Атланта Найтс»    | ІХЛ          | 30               | 2                | 3                | 5                | 24               | 8       | 1       | 1       | 2       | 4       |
| Усього в НХЛ | Усього в НХЛ       | Усього в НХЛ | 3                | 0                | 0                | 0                | 0                | -       | -       | -       | -       | -       |